# Ley Terencia Casia frumentaria
La Ley Terencia Casia frumentaria fue promulgada en 73 a. C. por los cónsules romanos Marco Terencio Varrón Lúculo y Cayo Casio Longino.
Las leyes frumentarias tenían como objetivo bajar el precio del trigo para que fuese accesible a todos. Hasta ese entonces, había habido muchas leyes de este tipo, sin embargo, habían sido abolidas por el dictador Lucio Cornelio Sila en 81 a. C.
Varios años después de la muerte de Sila, en 73 a. C., los cónsules consideraron necesario volver a poner en vigencia una ley frumentaria, y promulgaron esta ley. Determinaba que 5 modios de trigo valían 6,33 ases, para lo cual se encargaba a los gobernadores de las provincias suministrar el trigo. Éste debía ser comprado a un precio fijo, y era financiado por el tesoro público.